# Musis Sacrum (Leiden)
Musis Sacrum (Latijn voor 'gewijd aan de Muzen') was van 1828 tot 1928 – met een onderbreking van ± 1860 tot 1870 – een vereniging van en voor muziekliefhebbers in de Nederlandse stad Leiden.

## Geschiedenis

### Muzijk-Gezelschap Musis Sacrum (1828-1860)
De vereniging werd opgericht in 1828 als Muzijk-Gezelschap Musis Sacrum door Abraham le Lièvre, met als doel "de bloei van en de liefde tot de Toonkunst onder de ingezetenen van Leiden te bevorderen en ter algemene veredeling en beschaving mee te werken, door goede concerten en de gelegenheid tot het oefenen en uitvoeren van uitgelezen muziekstukken." Musis Sacrum had een eigen koor en orkest. Het was een muziekgezelschap voor de burgerij, in tegenstelling tot het in hetzelfde jaar opgerichte en sinds 1831 ook in Leiden gevestigde Academiesche Muzijkgezelschap Sempre Crescendo, dat zich richtte op studenten van de Leidse universiteit.
Muziekmeester Le Lièvre gaf ook muzieklessen aan Leidse studenten (hij had de bijnaam het ‘vloekende Haasje’) en was ook overigens zeer actief in de Leidse muziekwereld. Zo was hij organist van de Waalse gemeente en wordt melding gemaakt van zijn muzikale medewerking bij verschillende gelegenheden, zoals de ontvangst van de thuiskerende Leidsche Jagers na de Tiendaagse Veldtocht, op 23 september 1831 in de Pieterskerk, en ook op vrijdag 22 juni 1832 bij de feestelijke onthulling van een gedenksteen voor die Veldtocht in diezelfde kerk. Onder leiding van Le Lièvre werden daarbij enkele gezangen uitgevoerd door een studentenkoor in samenwerking met het Toonkunstig gezelschap Musis Sacrum.
Rond 1855 raakte Musis Sacrum in de problemen. Het stond door "gebrek aan genoegzame deelneming" op het randje van opheffing. Door van wekelijkse concerten over te gaan op tweewekelijkse zag men kennelijk kans het voortbestaan te rekken. Niet duidelijk is wanneer het doek uiteindelijk wel viel. Gelet op de krantenberichten was dit in ieder geval eind 1860 het geval.

### Sociëteit Musis Sacrum (1870-1929)
Tien jaar later – in 1870 – werd een herstart gemaakt met de oprichting van een nieuwe vereniging, ook geheten Musis Sacrum, die de beschikking kreeg over een door stadsarchitect Jan Willem Schaap ontworpen paviljoen met terras en een afzonderlijke muziektent op de hoogte van het voormalige oostelijke bolwerk (tegenover de huidige Fruinlaan) in het Plantsoen.
De nieuwe Sociëteit Musis Sacrum beschikte niet meer over een eigen muziekgezelschap, maar liet gedurende de zomertijd (mei t/m september) wel elke week een uitvoering verzorgen in het paviljoen. Dat gebeurde met name door "het Stafmuziekcorps der dienstdoende Schutterij" en "het Stafmuziekcorps van het 4de Regiment Infanterie". Er volgde een periode van bloei, waarin in 1896 (opnieuw) het 25-jarig bestaan werd gevierd. Ook aan deze periode kwam een eind, waarschijnlijk door teruglopende belangstelling en daardoor veroorzaakte financiële problemen.
In ieder geval was in 1928 een situatie ontstaan van slechte staat van onderhoud van het gebouw, waardoor de toestand ter plaatse "een zeer onooglijk aanzien" had gekregen. Om die reden besloot de gemeente de erfpacht op te zeggen en het terrein – na verwijdering van de gebouwen – aan het park toe te voegen. Aldus werd het paviljoen gesloopt en de verhoging afgegraven. Hiermee kwam ook een einde aan het bestaan van de vereniging. De oorspronkelijke muziektent, "die zeer groot is en ruim, ook voor de acoustiek, die voortreffelijk is" bleef in eerste instantie behouden en werd zelfs gerenoveerd. Inmiddels is ook deze laatste herinnering verloren gegaan. Ongeveer op de plaats waar Musis Sacrum heeft gestaan is in 1958 een bronzen beeld Moeder en Kind van Jan Wolkers geplaatst.

## Galerij

Situatieschets van het nieuwe paviljoen in het Plantsoen
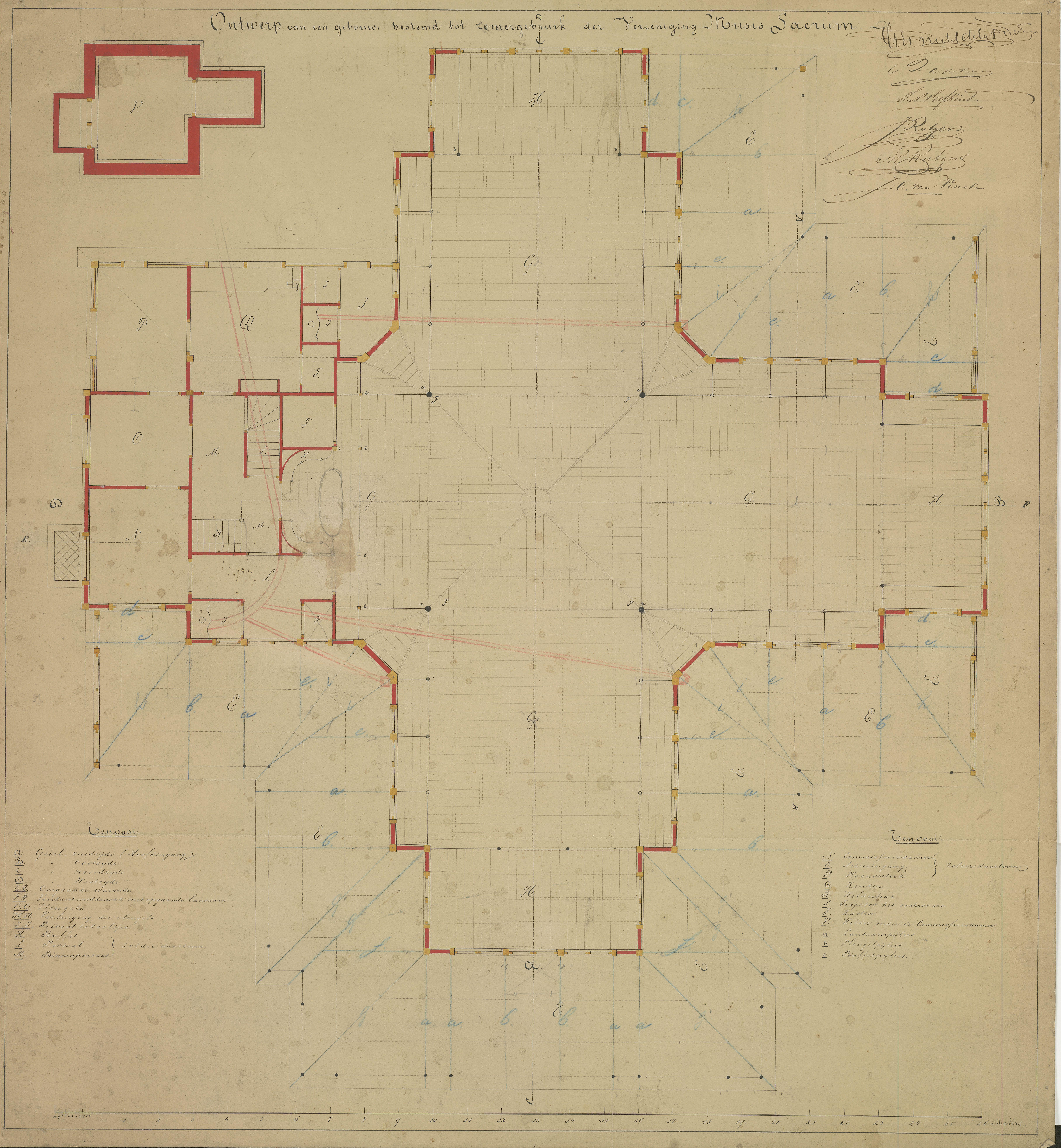
Het ontwerp van Jan Willem Schaap
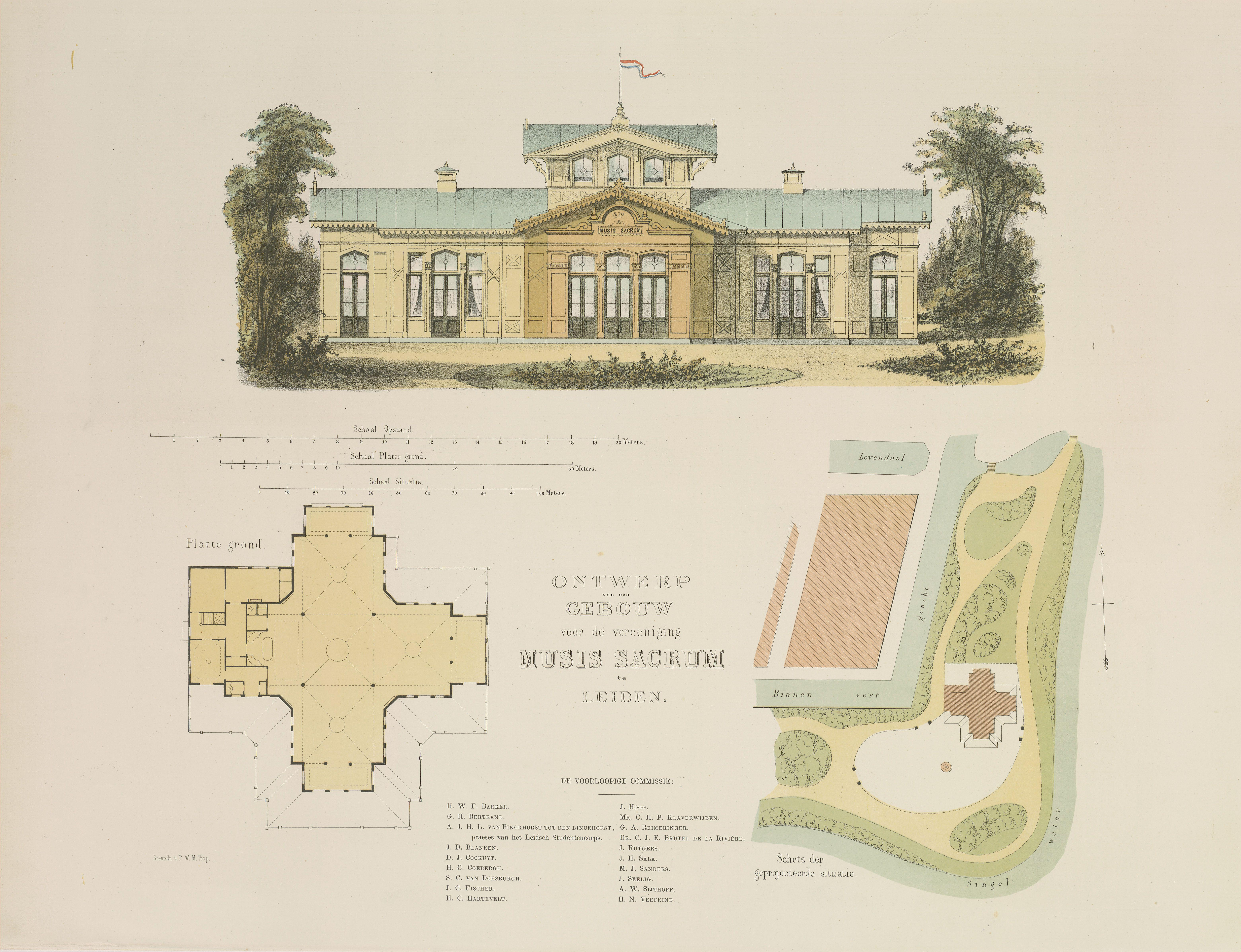
Situatieschets, ontwerp en aanzicht op één tekening
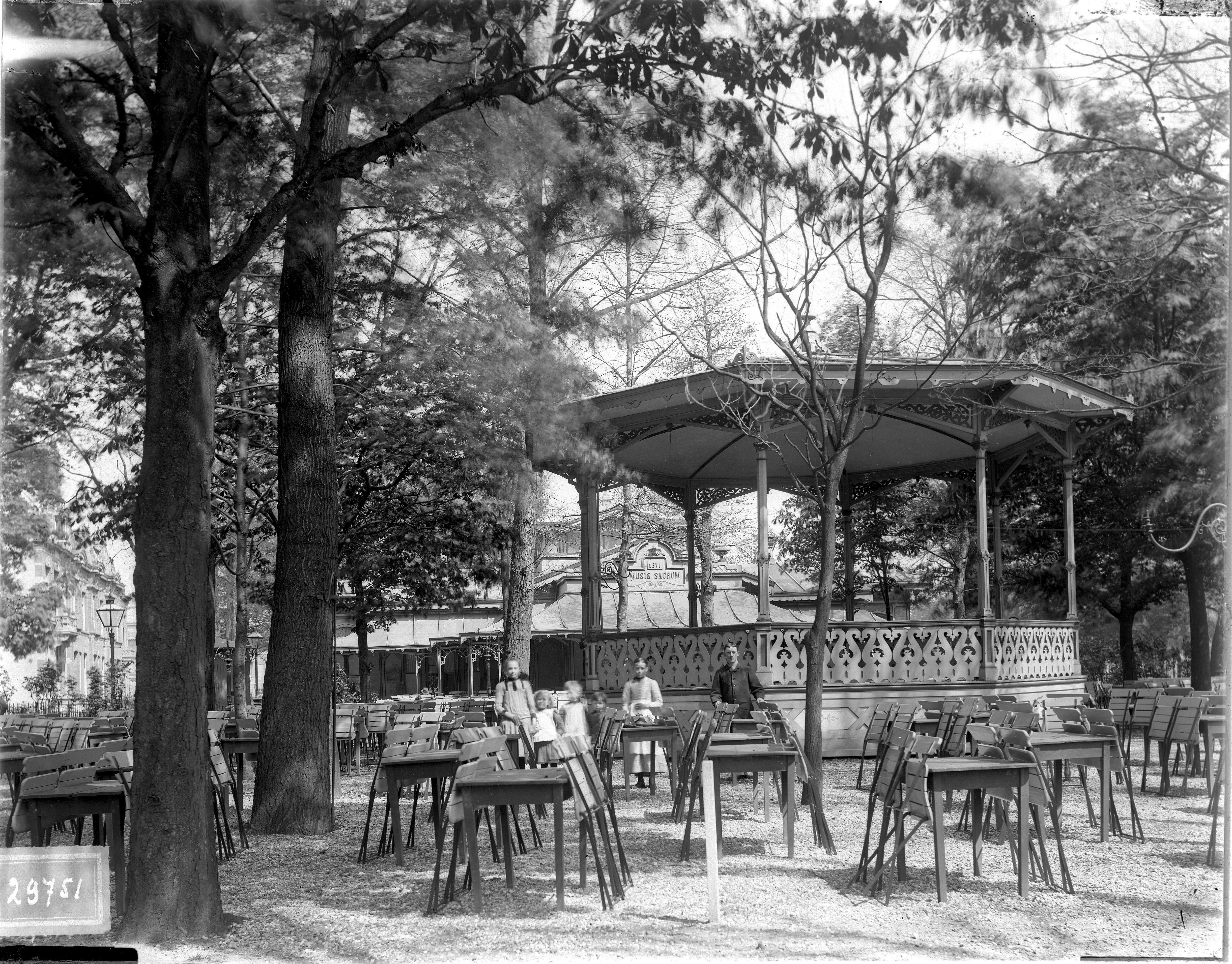
De muziektent met daarachter het paviljoen
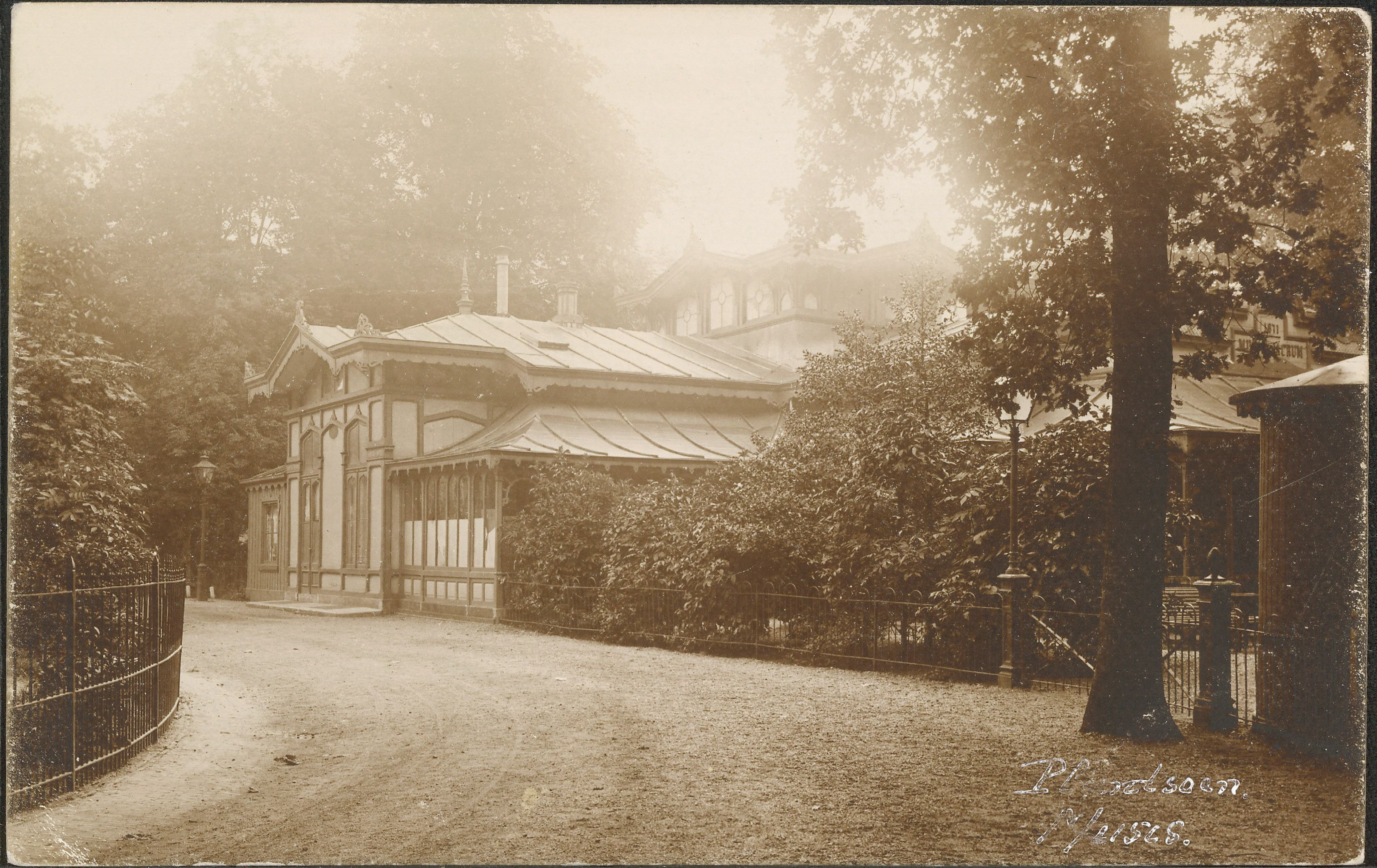
Musis Sacrum (ca. 1900)